# 莫羅維斯
莫羅維斯（西班牙語：Morovis）是波多黎各的城鎮，位於該島北部，始建於1818年，面積100平方公里，海拔高度375米，主要經濟活動有農業和輕工業，2010年人口32,610，人口密度每平方公里330人。